# Richard King
Richard King (* 27. listopadu 2001) je jamajský profesionální fotbalista, který hraje na pozici obránce za skotský klub St. Mirren FC a jamajský národní tým.

## Klubová kariéra
King hrál za Cavalier FC na Jamajce.
V roce 2023 hostoval King jednu sezónu v ÍBV na Islandu.
King se v roce 2024 vrátil do Cavalieru a dovedl je k titulu ve Wray & Nephew National Premier League.
V červnu 2025 podepsal King smlouvu se St. Mirren FC ve Scottish Premiership.

## Reprezentační kariéra
King debutoval v jamajském národním týmu při prohře 0:3 s Peru 20. ledna 2020 a také se zúčastnil kvalifikačního zápasu na Mistrovství světa ve fotbale 2022 proti Kostarice.
Dne 28. května 2025 vstřelil King svůj první gól za Jamajku, a to z penalty, při vítězství 3:2 nad Trinidadem a Tobago během Unity Cupu 2025.

## Statistiky

### Klubové
Platí k zápasu hranému 23. května 2025.
| Klub              | Sezóna            | Liga                                  | Liga   | Liga | Národní pohár | Národní pohár | Kontinentální | Kontinentální | Ostatní | Ostatní | Celkově | Celkově |
| Klub              | Sezóna            | Soutěž                                | Zápasy | Góly | Zápasy        | Góly          | Zápasy        | Góly          | Zápasy  | Góly    | Zápasy  | Góly    |
| ----------------- | ----------------- | ------------------------------------- | ------ | ---- | ------------- | ------------- | ------------- | ------------- | ------- | ------- | ------- | ------- |
| Cavalier          | 2021              | Wray & Nephew National Premier League | 9      | 0    | 0             | 0             | —             | —             | 3       | 0       | 12      | 0       |
| Cavalier          | 2022              | Wray & Nephew National Premier League | 15     | 2    | 0             | 0             | —             | —             | 4       | 2       | 19      | 4       |
| Cavalier          | 2022/23           | Wray & Nephew National Premier League | 19     | 0    | 0             | 0             | —             | —             | —       | —       | 19      | 0       |
| Cavalier          | 2023/24           | Wray & Nephew National Premier League | 12     | 0    | 0             | 0             | 2             | 0             | 3       | 1       | 17      | 1       |
| Cavalier          | 2024/25           | Wray & Nephew National Premier League | 35     | 4    | 0             | 0             | 8             | 0             | 5       | 0       | 48      | 4       |
| Cavalier          | Celkově           | Celkově                               | 90     | 6    | 0             | 0             | 10            | 0             | 15      | 3       | 115     | 9       |
| ÍBV (hostování)   | 2023              | Besta deild karla                     | 17     | 2    | —             | —             | —             | —             | —       | —       | 17      | 2       |
| St. Mirren        | 2025/26           | Scottish Premiership                  | 0      | 0    | 0             | 0             | —             | —             | 0       | 0       | 0       | 0       |
| Celkově v kariéře | Celkově v kariéře | Celkově v kariéře                     | 107    | 8    | 0             | 0             | 10            | 0             | 15      | 3       | 133     | 11      |

### Reprezentační
Platí k zápasu hranému 20. června 2025.
| Národní tým | Rok     | Zápasy | Góly |
| ----------- | ------- | ------ | ---- |
| Jamajka     | 2022    | 9      | 0    |
| Jamajka     | 2023    | 7      | 0    |
| Jamajka     | 2024    | 5      | 0    |
| Jamajka     | 2025    | 10     | 1    |
| Celkově     | Celkově | 31     | 1    |

#### Reprezentační góly
Skóre a výsledky Jamajky jsou vždy zapsány jako první. Góly Richarda Kinga jsou zvýrazněny.
| Gól | Datum           | Místo                                       | Zápas | Soupeř            | Skóre | Výsldek | Soutěž         |
| --- | --------------- | ------------------------------------------- | ----- | ----------------- | ----- | ------- | -------------- |
| 1.  | 28. května 2025 | Brentford Community Stadium, Londýn, Anglie | 26.   | Trinidad a Tobago | 3:2   | 3:2     | Unity Cup 2025 |

## Úspěchy

### Klubové
Cavalier
- Wray & Nephew National Premier League: 2021, 2023/24, 2024/25
- Karibský pohár CONCACAF: 2024

### Individuální
- Nejlepší jedenáctka Karibského poháru CONCACAF: 2024